# Virna Lisi
Pour les articles homonymes, voir Lisi.
Virna Pieralisi, dite Virna Lisi [ˈvirna ˈliːzi], est une actrice italienne née le 8 novembre 1936 à Ancône et morte le 18 décembre 2014 à Rome.
De 1953 à 2014, Virna Lisi a eu une prolifique carrière dans le cinéma italien et européen ainsi qu'à la télévision. En France, elle joue notamment aux côtés d'Alain Delon dans le film de cape et d'épée révolutionnaire La Tulipe noire en 1964. Elle a le premier rôle dans Ces messieurs dames (1966) de Pietro Germi, une comédie à l'italienne qui reçoit la palme d'or au Festival de Cannes 1966. Elle a ensuite remporté le Prix du jury et le prix d'interprétation féminine au Festival de Cannes de 1994, le Ruban d'argent du meilleur second rôle féminin et le César de la meilleure actrice dans un second rôle en 1995 pour son interprétation de Catherine de Médicis dans le film La Reine Margot de Patrice Chéreau.

## Biographie

### Premières années
Virna Lisi est née à Ancône, la capitale des Marches sur la mer Adriatique. Le prénom de Virna Pieralisi aurait dû être Siria, mais l'officier d'état civil l'a refusé, car la Syrie n'était pas une nation alliée de l'Italie fasciste. Son père a inventé le nom de Virna sur un coup de tête, ne découvrant que plus tard qu'il s'agissait d'un vrai nom ; elle avait un frère et une sœur plus jeunes, Ubaldo et Esperia. Après avoir vécu son enfance à Jesi, son père Dario, marchand de carreaux de marbre, s'est installé à Rome pour y travailler avec toute sa famille.

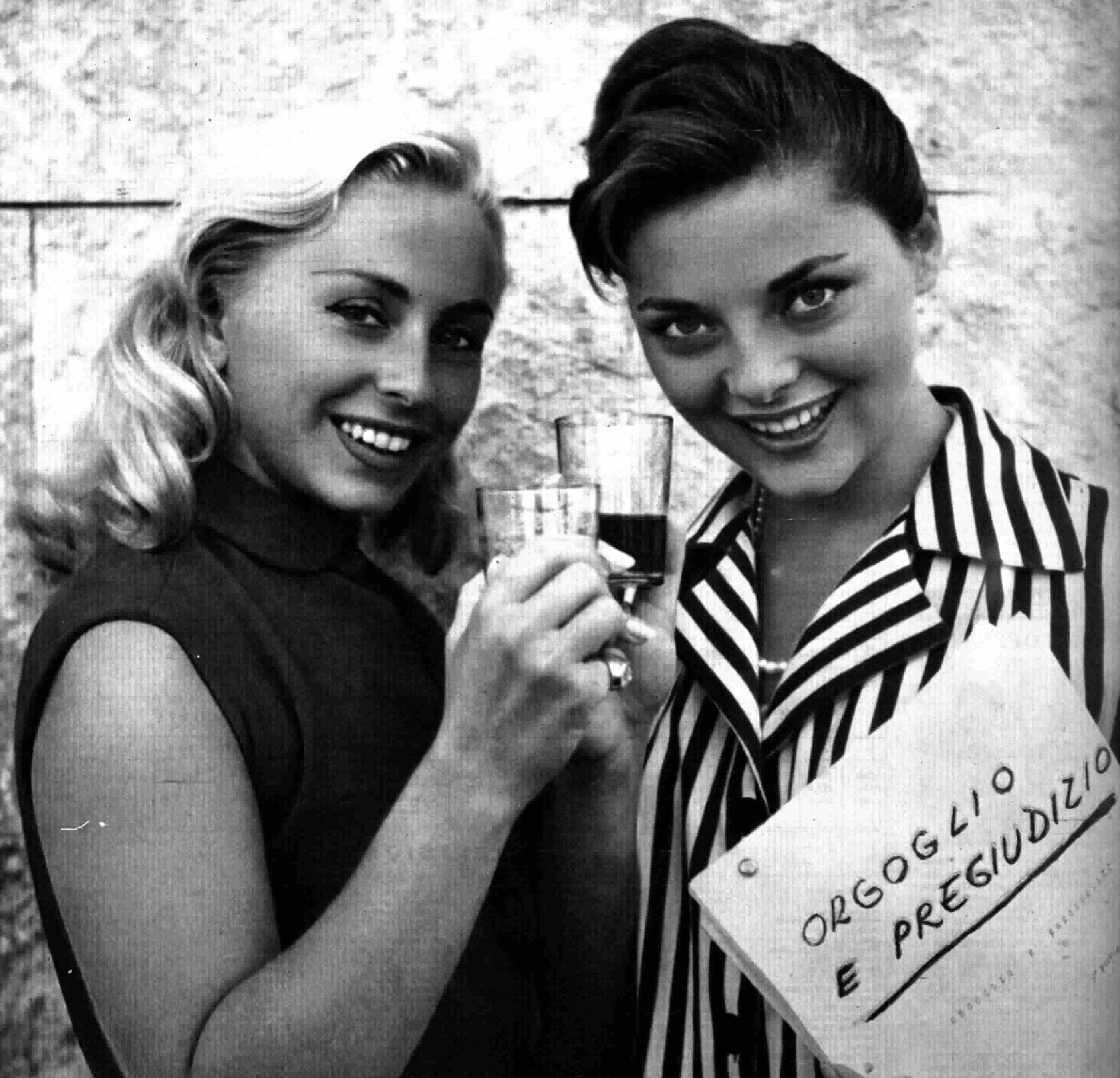
Vira Silenti et Virna Lisi en 1957 dans le feuilleton Orgoglio e pregiudizio.

C'est là que Virna est découverte par le chanteur et acteur Giacomo Rondinella (un ami de la famille Pieralisi), qui la présente au producteur de films Antonio Ferrigno. Ferrigno l'a engagée dans un contrat lorsque Virna avait 17 ans, malgré l'opposition initiale de son père. Elle fait ainsi ses premiers pas au cinéma sous le pseudonyme de « Virna Lisi ». Dans la première moitié des années 1950, elle joue les premiers rôles dans de nombreux melodramma strappalacrime, très populaire à l'époque bien que mal vu par les critiques de cinéma, réalisés par Carlo Borghesio, Giorgio Pàstina et Luigi Capuano. Son premier film est dans ...e Napoli canta! en 1953. Grâce à sa classe et à sa prestance, elle a aussi l'occasion de devenir mannequin au début de sa carrière, posant pour le créateur de mode Vincenzo Ferdinandi.
Elle est ensuite engagée dans des comédies à succès comme Les Dix-Huit Ans (1955) de Mario Mattoli (remake d'un film de 1941, Leçon de chimie à neuf heures, également réalisé par Mattoli et mettant en vedette Alida Valli et Irasema Dilián), dans lequel elle partage l'affiche avec Marisa Allasio, ainsi que Le Célibataire (1955) d'Antonio Pietrangeli, avec Alberto Sordi. L'année suivante, elle peut mettre à l'épreuve ses capacités dramatiques dans La Femme du jour (1956) de Francesco Maselli, dans lequel elle joue le rôle d'une jeune fille qui connaît le succès grâce à la publicité et qui en paie le prix. Deux ans plus tard, grâce à une publicité, elle a elle-même connu une grande popularité : la société de dentifrice Chlorodont l'a choisie pour jouer dans ses réclames dans l'émission de télévision Carosello, dont le slogan, « Con quella bocca può dire ciò che vuole » (litt. « Avec une bouche comme celle-là, elle peut dire ce qu'elle veut »), a marqué les téléspectateurs de ces années-là.
En 1957, elle joue le rôle d'Elizabeth Bennet dans le feuilleton de la Rai Orgoglio e pregiudizio, une adaptation assez libre, « italianisée » et romanesque du roman Orgueil et Préjugés de Jane Austen. Le feuilleton est réalisé par Daniele D'Anza et met également en vedette Franco Volpi, Vira Silenti et Enrico Maria Salerno. En 1959, elle incarne la comtesse Virginia Oldoini di Castiglione dans un autre téléfilm historique de la Rai : Ottocento (it), avec Sergio Fantoni et Lea Padovani, réalisé par Anton Giulio Majano, qui l'a également dirigée au cinéma en 1959 dans le mélodrame en costumes Le Maître de forges, dans lequel elle joue la protagoniste Claire de Beaulieu aux côtés d'Antonio Vilar.

### La première moitié des années 1960: Entre Rome et Paris

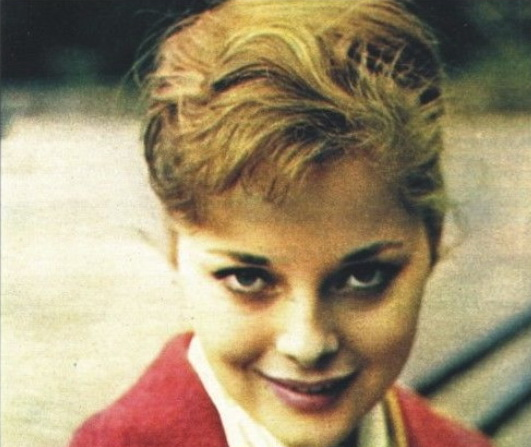
Virna Lisi en 1961 dans le magazine La Domenica del Corriere.

Le 25 avril 1960, dans l'église San Cesareo de Appia à Rome, Virna Lisi épouse l'architecte romain Franco Pesci (alors membre du conseil d'administration de l'A.S. Roma) avec qui elle a un fils, Corrado, né en juillet 1962 (qui la rend plus tard grand-mère de trois petits-enfants : Franco, né en 1996, Federico né en 1997 et Riccardo, né en 2002). Après son mariage, l'actrice annonce qu'elle se retire du monde du spectacle pour se consacrer à sa famille. Mais au bout d'un an, encouragée également par son mari, elle reprend ses activités. Elle recommence par la télévision. où elle joue dans certains des feuilletons les plus populaires de la Rai de l'époque, comme Il caso Maurizius (d'après le roman L'Affaire Maurizius de Jakob Wassermann), Cenerentola (d'après Cendrillon de Charles Perrault) et Una tragedia americana (d'après Une tragédie américaine de Theodore Dreiser).
Après son succès dans les feuilletons, Lisi revient également au cinéma, où elle joue dans de nombreuses comédies italiennes à succès, comme Son Excellence est restée dîner de Mario Mattoli, dans laquelle elle côtoie Totò, Ugo Tognazzi et Raimondo Vianello ; Un de la réserve de Steno, avec Aldo Fabrizi, Renato Rascel et un très jeune Terence Hill, ici encore crédité de son vrai nom, Mario Girotti ; Le Jour le plus court de Sergio Corbucci, dans une distribution qui comprenait un total de 88 acteurs dont Anouk Aimée, Annie Girardot et très brièvement Jean-Paul Belmondo.
Durant la même période, elle joue également  dans de nombreuses productions théâtrales, dirigées par de grands noms de la scène italienne tels que Giorgio Strehler ou Luigi Squarzina.
C'est aussi ces années-là qu'elle travaille dans plusieurs films français, obtenant beaucoup de succès et d'estime en France également. Elle joue d'abord face à Jeanne Moreau dans Eva (1962) de Joseph Losey, un film tourné à Rome et à Venise dans une intrigue inspirée du roman éponyme de James Hadley Chase. Mais c'est sous la direction de Christian-Jaque qu'elle fait le saut à Paris, d'abord en tournant dans les studios de Billancourt le drame policier Les Bonnes Causes avec Bourvil et Marina Vlady d'après le roman homonyme de Jean Laborde, puis en tournant dans les studios de la Victorine ainsi qu'en Espagne le film de cape et d'épée La Tulipe noire avec Alain Delon.
La même année, elle joue dans les Bouches-du-Rhône et en région parisienne dans le film d'espionnage Coplan prend des risques de Maurice Labro avec Dominique Paturel et Jacques Balutin. À la même époque, elle refuse le rôle de la James Bond girl dans le film Bons Baisers de Russie (1963) face à Sean Connery, rôle qui est attribué à une autre actrice italienne, Daniela Bianchi. L'actrice déclare plus tard qu'elle regrettait avoir refusé le rôle.
En 1967, elle joue dans un film d'Henri Verneuil, La Vingt-cinquième Heure, avec Anthony Quinn et Serge Reggiani, adapté du roman La Vingt-cinquième Heure de Virgil Gheorghiu.

### La seconde moitié des années 1960: Hollywood

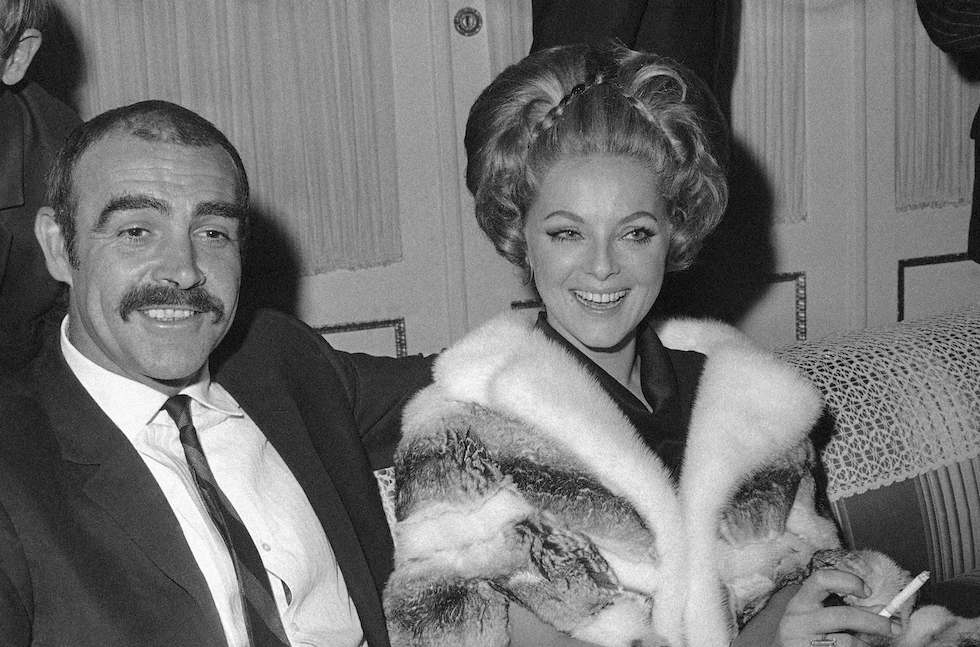
Sean Connery et Virna Lisi en 1968 à Rome. En 1963, l'actrice avait refusé de jouer avec lui dans Bons Baisers de Russie.

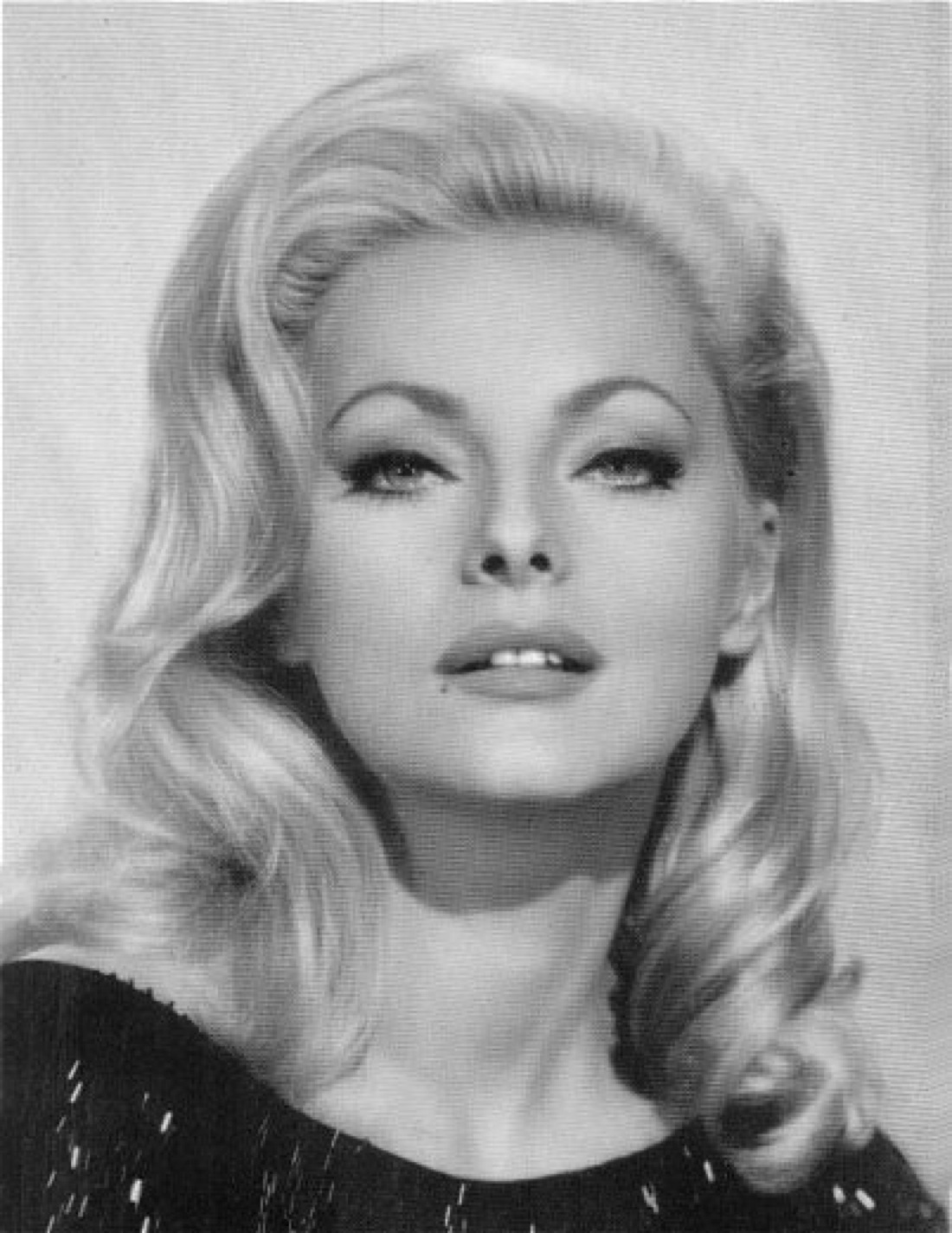
L'actrice juge que le vedettariat hollywoodien la restreint dans des rôles de blonde platine sexy et préfère rentrer en Europe.

À partir du milieu de la décennie, elle commence également à apparaître dans des films d'auteur et l'un de ses rôles les plus significatifs est celui de Milena, la caissière d'un bar pour laquelle le comptable Osvaldo Bisigato, joué par Gastone Moschin, tombe amoureux, dans Ces messieurs dames (1966) de Pietro Germi, un film qui remporte la Palme d'or au Festival de Cannes 1966.
Au même moment que d'autres actrices italiennes connues telles que Claudia Cardinale et Sylva Koscina, elle est sollicitée à Hollywood, où les majors du cinéma américain cherchaient à recruter une possible héritière de Marilyn Monroe. Remarqué par certains producteurs américains lors du tournage du film La Tulipe noire, Lisi signe un prestigieux contrat exclusif de sept ans avec la Paramount et s'installe à Los Angeles. Son premier film hollywoodien est la comédie Comment tuer votre femme de Richard Quine (1965), avec Jack Lemmon, Terry-Thomas et Claire Trevor, qui remporte un franc succès. Elle apparaît ensuite dans Deux minets pour Juliette ! de Norman Panama, avec Tony Curtis et George C. Scott, et dans Le Hold-up du siècle de Jack Donohue, avec Frank Sinatra et Anthony Franciosa, deux films à succès sortis en 1966. Cela semble être le début d'une carrière fulgurante aux États-Unis, mais la Paramount et le vedettariat hollywoodien imposent à Lisi des règles qui lui paraissent trop restrictives, la reléguant effectivement au stéréotype de la pin-up : blonde platine, sexy et un peu déjantée, dans lequel l'actrice originaire des Marches italiennes ne se sent pas du tout épanouie et valorisée en tant qu'interprète.
En 1968, Roger Vadim lui propose le rôle-titre dans son film Barbarella, mais Lisi, réticente à l'idée de devoir apparaître uniquement vêtue d'un bikini moulant pendant toute la durée du film, refuse de le jouer. Le tournage de Barbarella se déroulant à Rome sans elle, avec à la place Jane Fonda dans le rôle-titre, alors actrice débutante.
Mais Virna Lisi rentre tout de même en Italie et résilie son contrat avec la Paramount (pour lequel elle doit payer une lourde pénalité) après seulement trois ans et autant de films réalisés,. Dans le même temps, elle a également refusé d'apparaître nue sur la couverture de l'édition américaine de Playboy. C'est pendant son intermède hollywoodien que Frank Sinatra (avec qui elle avait tourné un film en 1966) est tombé amoureux d'elle, mais Lisi, qui était alors mariée et mère d'un enfant de quatre ans, a clairement refusé ses avances.

### Années 1970 et 1980: succès public et critique
De retour à Rome à la fin des années 1960, elle reprend son travail à plein régime, aux côtés d'acteurs célèbres et alternant les rôles hauts en couleur et dramatiques, dans divers films tournés en Italie, en France, en Allemagne, en Grande-Bretagne et également dans certaines productions hollywoodiennes tournées en Europe, comme La Fille et le Général (1967) de Pasquale Festa Campanile avec Rod Steiger, Umberto Orsini et Jacques Herlin, la comédie musicale Le Secret de Santa Vittoria (1969), aux côtés d'Anthony Quinn, Hardy Krüger et Anna Magnani, L'Arbre de Noël (1969) de Terence Young, dans lequel elle a pour partenaires William Holden et de nouveau Bourvil ou Le Serpent (1973) d'Henri Verneuil dans lequel elle partage l'affiche avec Philippe Noiret, Yul Brynner, Michel Bouquet et Henry Fonda. C'est aussi ces années-là qu'elle figure dans trois films français de Sergio Gobbi : Le Temps des loups (1969) avec Robert Hossein et Charles Aznavour, Un beau monstre (1971), de nouveau avec Aznavour ainsi qu'avec Helmut Berger et Les Galets d'Étretat (1972) avec Maurice Ronet et Annie Cordy.
Au milieu des années 1970, cependant, après avoir joué aux côtés de Franco Nero dans le rôle de Sœur Evangelina dans les films Croc-Blanc (1973) et sa suite Le Retour de Croc-Blanc (1974), de Lucio Fulci, et dans l'épisode La Canarina assassinata du feuilleton Philo Vance (it) (1974), produit par la Rai, aux côtés de Giorgio Albertazzi, elle décide de réduire ses engagements professionnels afin de consacrer plus de temps à sa famille.

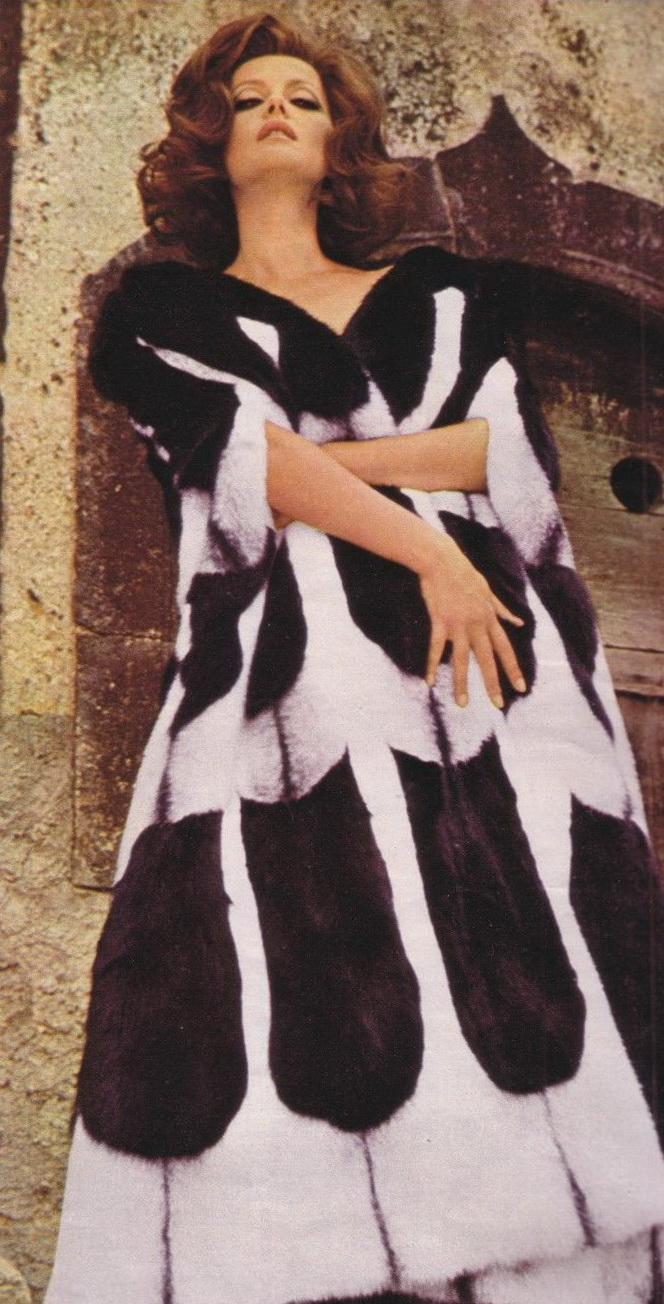
Virna Lisi en 1968.

Elle revient à une pleine activité à la fin de la même décennie, jouant une série de rôles plus mûrs et plus exigeants qui lui valent l'attention des critiques de cinéma (jusqu'alors plutôt tièdes à son égard), sans montrer aucune gêne à paraître vieillie et parfois enlaidie pour les besoins du scénario : En 1977, elle joue le rôle d'Elisabeth Nietzsche dans le film Au-delà du bien et du mal de Liliana Cavani, aux côtés du Britannique Robert Powell, du Suédois Erland Josephson et de la Française Dominique Sanda. « La Cavani m'a fait tourner en bourrique pour le rôle de la sœur de Nietzsche. C'était en 1977 et ce n'est qu'à ce moment-là, après plus de 20 ans dans le métier, que les critiques ont réalisé que je pouvais jouer. On m'a appelé "une révélation, inattendue, surprenante" », raconte l'actrice. Grâce à cette prestation, elle a reçu le Ruban d'argent de la meilleure actrice dans un second rôle et le Grolla d'oro de la meilleure actrice.
Elle participe ensuite au film Ernesto (1979) de Salvatore Samperi, où elle joue la mère du protagoniste, puis à Bugie bianche de Stefano Rolla, où elle retrouve Max von Sydow, et à La Cigale (1980) d'Alberto Lattuada, aux côtés de l'Américain Anthony Franciosa, de la Française Clio Goldsmith, de l'Italien Renato Salvatori et d'une nouvelle venue, Barbara De Rossi. Ce dernier film lui vaut un David di Donatello de la meilleure actrice, et un deuxième Grolla d'oro de la meilleure actrice, qui lui est décerné pour son interprétation de Wilma Malinverni. Pour soutenir ce rôle, l'actrice a été contrainte de prendre sept kilos.
En 1983, elle est l'une des vedettes du film culte Sapore di mare de Carlo Vanzina, dans lequel elle incarne Adriana Balestra, une charmante quadragénaire qui charme involontairement l'un des jeunes acteurs. Cette prestation lui vaut le David di Donatello et le Ruban d'argent de la meilleure actrice dans un second rôle. L'année suivante, c'est au tour d'Amarsi un po'..., également réalisé par Carlo Vanzina. Elle refuse, en raison d'autres engagements professionnels, le rôle de la mère de la jeune actrice principale dans Acqua e sapone de Carlo Verdone, qui est alors interprété par Florinda Bolkan.
En 1987, elle participe à son dernier film américain, I Love N.Y. (en), avec Christopher Plummer et Jennifer O'Neill, et deux ans plus tard, elle joue dans le film de Gianni Amelio Garçons de la rue Panisperna (1989), dans lequel elle incarne la mère d'Ettore Majorana, qui reçoit d'excellentes critiques. La même année, elle joue également dans la comédie Joyeux Noël, bonne année de Luigi Comencini, dans lequel elle retrouve Michel Serrault, film pour lequel elle est nommée à la fois pour le David di Donatello et le Ruban d'argent (elle remporte ce dernier) en tant que meilleure actrice dans un rôle principal.
Dans les années 1980, elle est également très active à la télévision, où elle participe à de nombreux feuilletons et séries télévisées à succès de la Rai : ...e la vita continua (1984) de Dino Risi, Cristoforo Colombo (1985) d'Alberto Lattuada, Se un giorno busserai alla mia porta (1986) de Luigi Perelli, Cinema (1988) de Luigi Magni, E non se vogliono andare ! (1988) de Giorgio Capitani et la suite E se poi se ne vanno ? (1989), également réalisée par Giorgio Capitani (un troisième épisode avait été annoncé par Lisi elle-même, lors de la cérémonie des Telegatti en 1990, intitulé E se poi restiamo soli ? mais il n'a jamais été réalisé).

### Années 1990 et 2000: la consécration avecLa Reine Margotet la télévision
Les années 1990 s'ouvrent pour l'actrice avec deux téléfilms : la production internationale Les Mystères de la jungle noire (1991) de Kevin Connor avec Kabir Bedi et Stacy Keach adapté d'un roman d'Emilio Salgari ainsi que la série Passioni (it) (1993) de Fabrizio Costa.
En 1994, elle interprète Catherine de Médicis dans le film français La Reine Margot de Patrice Chéreau, qui l'a choisie après avoir écarté Giulietta Masina et après le refus de Monica Vitti, en dépit du fait que le réalisateur, selon Virna Lisi elle-même, ne la jugeait pas adéquate pour le rôle. Le film, adapté du roman homonyme d'Alexandre Dumas, père, a été présenté au Festival de Cannes, remportant le prix du jury et le prix d'interprétation féminine pour l'actrice italienne. Elle remporte également le César de la meilleure actrice dans un second rôle en 1995,. Elle est la première actrice étrangère à remporter ce prix du cinéma français. Pour ce même film, elle est également nommée pour le David di Donatello et remporte le Ruban d'argent du meilleur second rôle féminin.

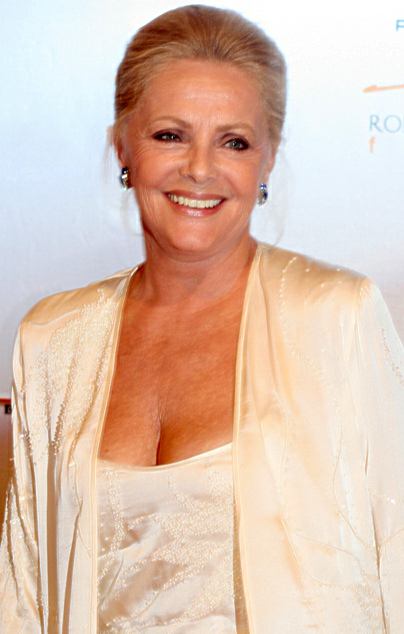
Virna Lisi le 18 mars 2011.

En 1995, elle participe avec un courte apparition dans son propre rôle dans un autre film français : la comédie Les Cent et Une Nuits de Simon Cinéma, réalisée par Agnès Varda, avec Michel Piccoli et Marcello Mastroianni. Elle est revenue travailler en France en 1999, en participant au téléfilm Balzac, réalisé par Josée Dayan, , avec Gérard Depardieu, Jeanne Moreau et Fanny Ardant.
En 1996, elle revient à la scène en Italie avec un autre film basé sur un roman : cette fois, elle tient le rôle principal dans Va où ton cœur te porte de Cristina Comencini, adapté du best-seller du même nom de Susanna Tamaro. Le film lui vaut, une fois de plus, un prix et une nomination : la victoire au Ruban d'argent pour la meilleure actrice dans un rôle principal, tandis qu'elle n'est retardée que de quelques minutes par sa nomination au David di Donatello pour la même catégorie. La défaite de Valeria Bruni Tedeschi dans la catégorie du meilleur premier rôle féminin de l'année a en effet été compensée par l'attribution à l'actrice d'un prix spécial pour le prestige de sa carrière. Pour ce film, l'actrice a également remporté un Golden Globe de la meilleure actrice décerné par la presse étrangère accréditée opérant en Italie.
C'est également en 1996 qu'elle reprend son activité de comédienne pour la télévision : jusqu'en 2001, elle participe à plusieurs fictions à succès, diffusées par la Rai et Mediaset : Uno di noi (1996), Le Désert de feu (1997), Cristallo di rocca (1999), Le ali della vita (2000) et Le ali della vita 2 (2001), Un dono semplice (2000), Piccolo mondo antico (2001), La memoria e il perdono (2001), Occhi verde veleno (2002), I ragazzi della via Pál (2003) et Il bello delle donne (2001-2003).
En 2002, elle revient au cinéma, encore une fois dans un film réalisé par Cristina Comencini, Le Plus Beau Jour de ma vie, aux côtés de Margherita Buy, Luigi Lo Cascio, Ricky Tognazzi et Sandra Ceccarelli, et pour ce film, elle remporte son sixième Ruban d'argent.
Par la suite, l'actrice se consacre à nouveau à la télévision avec les fictions A casa di Anna (2004), Caterina e le sue figlie (composée de trois saisons diffusées respectivement en 2005, 2007 et 2010), et L'onore e il rispetto (2006), une apparition lors de la soirée finale du Festival de Sanremo 2006, au cours de laquelle elle a remis le prix de la kermesse Povia, Donne sbagliate (2007), Fidati di me (2008), Il sangue e la rosa (2008), La donna che ritorna (2011), Baciamo le mani - Palermo New York 1958 (2013) et Madre, aiutami (2014).
En 2005, elle était censée revenir au cinéma : elle avait en effet reçu une offre du réalisateur Ferzan Özpetek pour jouer un rôle dans son film Cuore sacro, mais, en raison d'engagements antérieurs, l'actrice doit renoncer au rôle (qui est attribué à Lisa Gastoni). En 2009, l'actrice reçoit le prix pour l'ensemble de sa carrière lors des David di Donatello. Paolo Genovese lui a ensuite proposé un rôle dans son film Immaturi, mais là encore, pour cause d'incompatibilité avec d'autres engagements, elle n'a pas pu le jouer.

### Dernières années et mort

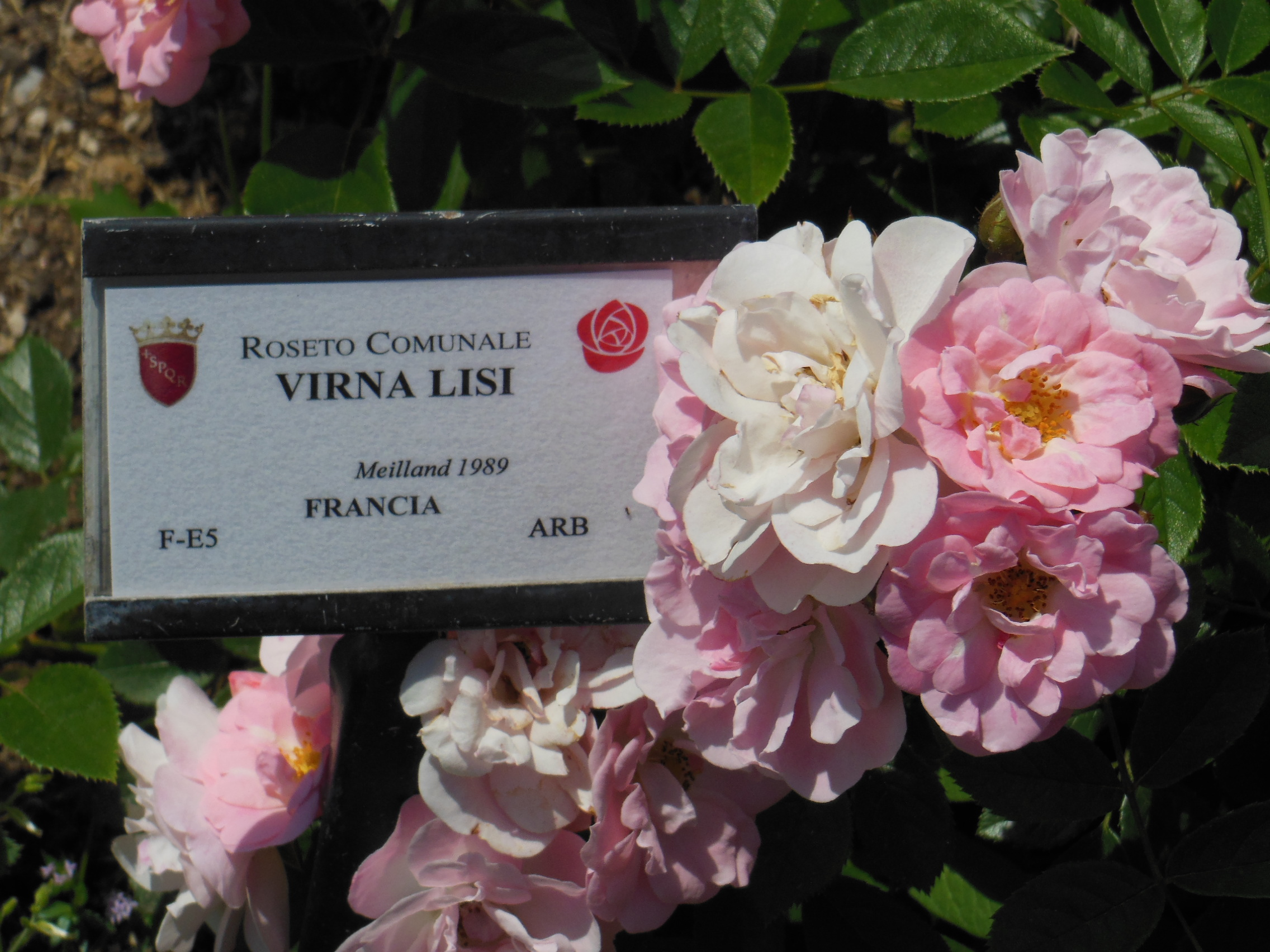
Roses du cultivar Virna Lisi (France, Meilland 1989) dans la roseraie de Rome.

Le 21 septembre 2013, son mari Franco Pesci est décédé, après 53 ans de mariage. En mai 2014, après douze ans d'absence, Virna Lisi revient sur un plateau de tournage dans la comédie Latin Lover de Cristina Comencini, qui sort à titre posthume en mars 2015. Pour cette dernière prestation, l'actrice a reçu des nominations posthumes pour le David di Donatello et le Golden Globe de la meilleure actrice en mai puis en juin 2015.
Elle devait participer à la suite de la série Il bello delle donne, produite par Mediaset, dont le tournage devait avoir lieu entre fin 2014 et début 2015, mais a ensuite été reporté de plus d'un an. Cette suite, qui sera diffusée en 2017, a été dédiée à sa mémoire. Toujours en 2015, elle devait participer en tant que protagoniste à un autre feuilleton de Mediaset, Non è stato mio figlio (it), un rôle qui a ensuite été confié à Stefania Sandrelli. En septembre 2014, elle accorde à Il Giornale un entretien dans lequel elle déclare que le fait qu'elle ne soit pas communiste lui a limité sa carrière dans le monde du cinéma italien : « Pietro Germi, peut-être le plus grand réalisateur italien. Est-ce qu'ils lui ont dédié une rue, une place, un festival ? Rien. Il n'était pas communiste, c'est vrai, mais comment se fait-il que si vous êtes communiste vous travaillez et que si vous ne l'êtes pas vous ne travaillez plus ? » (voir à ce sujet la critique émanant du PCI envers Pietro Germi).
Elle est morte dans son sommeil le 18 décembre 2014, à l'âge de 78 ans, un mois après avoir découvert qu'elle était atteinte d'un cancer du poumon,. Son fils Corrado refuse la chambre funéraire du Capitole offerte par le maire de Rome de l'époque, Ignazio Marino, préférant des funérailles privées, dans le respect de la confidentialité qui a toujours caractérisé Lisi dans sa vie privée. Le rite a été célébré le 20 décembre dans l'église San Roberto Bellarmino, dans le quartier de Parioli, où vivait l'actrice. Elle est enterrée au cimetière Prima Porta de Rome, aux côtés de son mari.

### Postérité

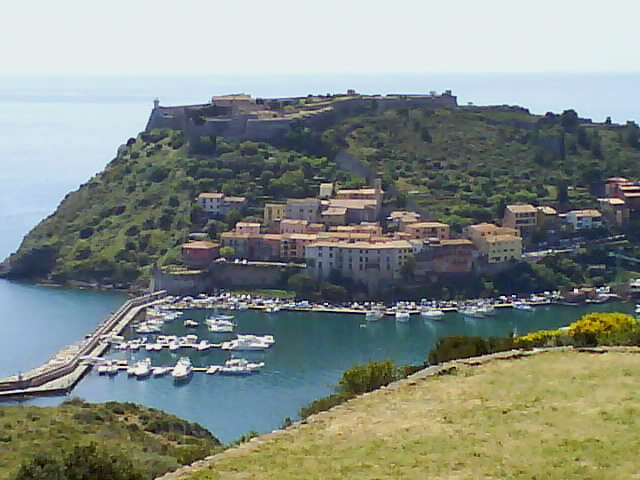
Porto Ercole, un village côtier auquel Virna Lisi était très attachée.

- En sa mémoire a été créée la « Fondazione Virna Lisi », qui a institué le prix Virna Lisi, un prix de carrière décerné aux actrices italiennes qui se sont distinguées également à l'étranger.
- Le groupe de rock argentin Sumo a dédié la chanson TV Caliente à Virna Lisi. Il s'agit de la quatrième chanson du deuxième album du groupe, Llegando los monos. Il a été composé par Luca Prodan, déjà admirateur de l'actrice, après avoir visionné Le Secret de Santa Vittoria[30].
- Durant son séjour aux États-Unis, elle est devenue une icône de beauté et l'artiste de pop art Mel Ramos a utilisé son image pour le tableau Virnaburger (1965), aujourd'hui exposé dans la collection permanente du musée Berardo de Lisbonne.
- Le 29 octobre 2017, la municipalité d'Ancône a baptisé le belvédère situé sous le monument Passetto (it) du nom de l'actrice[31].
- Virna Lisi était très attachée au promontoire de l'Argentario, en particulier à Porto Ercole, où elle avait une résidence[32].
- En 2019, un film documentaire est réalisé sur elle, intitulé Virna Lisi: oltre la bellezza, par la réalisatrice Maria Tili, dans le cadre du cycle documentaire Illuminate, produit par la Rai.
- En 2022, un deuxième film documentaire consacrée à l'actrice a été réalisé, produit par Sky Arte en collaboration avec la Fondazione Virna Lisi, LA7 et la Commission du film des Marches, réalisé par Fabrizio Corallo et intitulé Virna Lisi, la donna che rinunciò ad Hollywood (litt. « Virna Lisi, la femme qui a renoncé à Hollywood »).

## Filmographie

### Cinéma
- 1953 : ...e Napoli canta! d'Armando Grottini : Maria
- 1954 : L'Amour d'une mère (La corda d'acciaio) de Carlo Borghesio : Stella
- 1954 : Désir ardent sous le soleil de Naples (Desiderio 'e sole) de Giorgio Pàstina : Laura
- 1954 : L'Aventurier (Lettera napoletana) de Giorgio Pàstina : Anna Esposito
- 1954 : Piccola santa de Roberto Bianchi Montero : Maria
- 1954 : Cardinal Lambertini (Il cardinale Lambertini) de Giorgio Pàstina : Maria di Pietramelara
- 1954 : Le Voiturier du Mont-Cenis (Il vetturale del Moncenisio) de Guido Brignone : Jeanne Thibaud
- 1954 : Violence sur la plage (Violenza sul lago) de Leonardo Cortese : Laura, la fille de Marco
- 1955 : Les Dix-Huit Ans (Le diciottenni) de Mario Mattoli : Maria Rovani
- 1955 : Addio, Napoli! de Roberto Bianchi Montero
- 1955 : Je t'attendais (Luna nova) de Luigi Capuano : Lucia
- 1955 : Le Destin d'une mère (Ripudiata) de Giorgio Walter Chili
- 1955 : La Fille du gardien de phare (La rossa) de Luigi Capuano : Maria
- 1955 : Les Hussards d'Alex Joffé : Elisa
- 1956 : La Vengeance du destin (Vendicata!) de Giuseppe Vari
- 1957 : La Femme du jour (La donna del giorno) de Francesco Maselli : Liliana Atteni
- 1958 : Totò, Peppino et les Fanatiques (Totò, Peppino e le fanatiche) de Mario Mattoli
- 1958 : Sous les griffes du tyran (Il conte di Matera) de Luigi Capuano : Greta Tramonatana
- 1959 : Un seul survivra (Vite perdute) d'Adelchi Bianchi et Roberto Mauri  : Anna
- 1959 : Le Maître de forges (Il padrone delle ferriere) d'Anton Giulio Majano : Claire de Beaulieu
- 1959 : Il mondo dei miracoli de Luigi Capuano : Laura Damiani
- 1959 : Seule contre Borgia (Caterina Sforza, la leonessa di Romagna) de Giorgio Walter Chili : Caterina Sforza
- 1961 : Un de la réserve (Un militare e mezzo) de Steno : Anita Rossi
- 1961 : Romulus et Rémus (Romolo e Remo) de Sergio Corbucci : Julia
- 1961 : Cinque marines per cento ragazze de Mario Mattoli : Grazia
- 1961 : Son Excellence est restée dîner (Sua Eccellenza si fermò a mangiare) : Silvia
- 1962 : Eva de Joseph Losey : Francesca Ferrara
- 1962 : Les Bonnes Causes de Christian-Jaque : Gina Bianchi
- 1963 : Le Jour le plus court (Il giorno più corto) de Sergio Corbucci : Naja
- 1964 : La Tulipe noire de Christian-Jaque : Caroline Plantin
- 1964 : Coplan prend des risques de Maurice Labro : Ingrid
- 1965 : Les Poupées (Le bambole) - Sketch : Un coup de téléphone (La telefonata) de Dino Risi : Luisa
- 1965 : Aujourd'hui, demain et après-demain (Oggi, domani, dopodomani) d'Eduardo De Filippo : Dorothea
- 1965 : Comment tuer votre femme (How to Murder Your Wife) de Richard Quine : Mrs Ford
- 1965 : La donna del lago de Luigi Bazzoni : Tilde
- 1965 : À l'italienne  (Made in Italy) de Nanni Loy : Virginia
- 1965 : Casanova 70 (Casanova '70) de Mario Monicelli : Gigliola
- 1966 : Ces messieurs dames ou Belles dames, vilains messieurs (Signore & signori) de Pietro Germi : Milena Zulian
- 1966 : Une vierge pour le prince (Una vergine per il principe) de Pasquale Festa Campanile : Giulia
- 1966 : Le Hold-up du siècle (Assault on a Queen) de Jack Donohue : Rosa Lucchesi
- 1966 : Deux minets pour Juliette ! (Not with My Wife, You Don't!) de Norman Panama : Julie Ferris
- 1967 : Arabella de Mauro Bolognini : Arabella
- 1967 : La Vingt-cinquième Heure d'Henri Verneuil : Suzanna Moritz
- 1967 : La Fille et le Général (La ragazza e il generale) de Pasquale Festa Campanile : Ada
- 1968 : Pas folles, les mignonnes (Le dolci signore) de Luigi Zampa : Luisa
- 1968 : La Fille qui ne savait pas dire non (Il suo modo di fare) de Franco Brusati : Yolanda
- 1968 : Une veuve dans le vent (Meglio vedova) de Duccio Tessari : Rosa Minnitti
- 1969 : Mardi, c'est donc la Belgique (If it's Tuesday, this must be Belgium) de Mel Stuart : la cousine de Rome
- 1969 : L'Arbre de Noël (The Christmas Tree) de Terence Young : Catherine Graziani
- 1969 : Le Secret de Santa Vittoria (The Secret of Santa Vittoria) de Stanley Kramer : Caterina Malatesta
- 1970 : Le Temps des loups (Tempo di violenza) de Sergio Gobbi : Stella
- 1970 : Le Voyeur (Giuochi particolari) de Franco Indovina
- 1970 : Un beau monstre de Sergio Gobbi : Nathalie Revent
- 1971 : Le Plaisir des dames (The Statue) de Rodney Amateau : Rhonda Bolt
- 1971 : Scandale à Rome (Roma bene) de Carlo Lizzani : Silvia Santi
- 1972 : Les Galets d'Étretat (Improvvisamente una sera, un amore) de Sergio Gobbi : Mademoiselle Annie
- 1972 : Barbe-Bleue (Bluebeard) d'Edward Dmytryk et de Luciano Sacripanti (de) : Elga
- 1973 : Le Serpent d'Henri Verneuil : Annabel Lee
- 1973 : Croc-Blanc (Zanna Bianca) de Lucio Fulci : sœur Evangelina
- 1974 : Le Retour de Croc-Blanc (Il ritorno de Zanna Bianca) de Lucio Fulci : sœur Evangelina
- 1976 : Au-delà du bien et du mal (Al di là del bene e del male) de Liliana Cavani : Elisabeth Nietzsche
- 1978 : Ernesto de Salvatore Samperi : la mère d'Ernesto
- 1979 : Bugie bianche de Stefano Rolla (it) : Luisa Herrighe
- 1980 : La Cigale (La cicala) d'Alberto Lattuada : Wilma Malinverni
- 1982 : Miss Right (La donna giusta) de Paul Williams (en) : Anna
- 1983 : Sapore di mare de Carlo Vanzina : Adriana Balestra
- 1984 : Amarsi un po' de Carlo Vanzina : princesse Maria Cellini
- 1987 : I Love N.Y. (en) de Gianni Bozzacchi : Anna Cotone
- 1989 : Joyeux Noël, bonne année (Buon Natale... Buon anno) de Luigi Comencini : Elvira
- 1989 : I ragazzi di via Panisperna de Gianni Amelio : madame Majorana
- 1994 : La Reine Margot de Patrice Chéreau : Catherine de Médicis
- 1995 : Les Cent et Une Nuits de Simon Cinéma d'Agnès Varda : Virna Lisi elle-même (images d'archives à Cannes)
- 1996 : Va où ton cœur te porte (Va' dove ti porta il cuore) de Cristina Comencini : Olga âgée
- 2002 : Le Plus Beau Jour de ma vie (Il più bel giorno della mia vita) de Cristina Comencini  : Irene
- 2015 : Latin Lover de Cristina Comencini : Rita

### Télévision
- 1957 : Orgoglio e pregiudizio - série de cinq épisodes en noir et blanc réalisée par Daniele d'Anza, d'après Orgueil et Préjugés de Jane Austen : Elizabeth Bennet
- 1958 : La cara obra : Angela
- 1958 : Leocadia : Amanda
- 1959-1960 : Ottocento : la comtesse Castiglione
- 1960 : Cieli alti : Angela
- 1960 : Cenerentola
- 1961 : Il caso Maurizius
- 1962 : Una tragedia americana (série) : Sondra Finchley
- 1974 : Philo Vance : Margaret Odell
- 1984 : Et la vie continue (...e la vita continua) - Mini-série de Dino Risi : Giulia Betocchi
- 1985 : Christophe Colomb (Cristoforo Colombo), mini-série de 4 épisodes d'Alberto Lattuada : Dona Moniz Perestrello
- 1986 : Affari di famiglia
- 1986 : Un jour viendra (Se un giorno busserai alla mia porta) - Mini-série de Luigi Perelli : Livia Bandini
- 1989 : E non se ne vogliono andare : Anita Giuliani
- 1989 : Cinéma (téléfilm) : une actrice
- 1989  : E se poi se ne vanno : Anita
- 1990 : Les Mystères de la jungle noire (I misteri della giungla nera) de Kevin Connor : Sara Corishant
- 1993 : Passioni (série)
- 1993 : Un coin de soleil
- 1997 : Le Désert de feu (Deserto di fuoco) - Mini-série d'Enzo G. Castellari : Christine Duvivier
- 1999 : Balzac de Josée Dayan : Laure de Berny
- 1999 : Cristallo di rocca-Una storia di Natale : Sanna
- 2000 : Le ali della vita : Sorella Alberta
- 2000 : Un dono semplice
- 2000 : Piccolo mondo antico : Marchesa Orsola
- 2001 : La memoria e il pardono : Elena Santa
- 2001 : Il bello della donne : comtesse Miranda Spadoni (dans 15 épisodes)
- 2003 : I ragazzi della via Pal : Edit Horvath
- 2004 : A casa di Anna : Anna
- 2005-2010 : Caterina e le sue figlie : Caterina
- 2006 : L'onore e el rispetto : Ersilia Fortebracci
- 2007 : Donne sbagliate : Anna Miglio
- 2008 : Fidati di me : Elena Donati
- 2008 : Il sangue e la rosa : Lucrezia Sciarra
- 2011 : La donna che ritorna : Paola Silenti
- 2013 : Baciamo le mani - Palermo-New York 1958 : donna Agnese Vitaliano
- 2014 : Madre, aiutami : suor Germana

## Récompenses et distinctions
- 1978 : Ruban d'argent de la meilleure actrice dans un second rôle pour Au-delà du bien et du mal.
- 1980 : David di Donatello de la meilleure actrice pour La Cigale (La Cicala).
- 1983 : David di Donatello de la meilleure actrice dans un second rôle pour Sapore di mare.
- 1983 : Ruban d'argent de la meilleure actrice dans un second rôle pour Sapore di mare.
- 1990 : Ruban d'argent de la meilleure actrice pour Joyeux Noël, bonne année (Buon Natale... Buon anno).
- 1994 : Prix d'interprétation féminine au Festival de Cannes pour La Reine Margot.
- 1994 : Ruban d'argent de la meilleure actrice dans un second rôle pour La Reine Margot.
- 1995 : César de la meilleure actrice dans un second rôle pour La Reine Margot.
- 1997 : Ruban d'argent de la meilleure actrice pour Va où ton cœur te porte (Va' dove ti porta il cuore).
- 2002 : Ruban d'argent de la meilleure actrice dans un second rôle pour Le Plus beau jour de ma vie (Il più bel giorno della mia vita).